# El funàmbul
El funàmbul és una revista trimestral de cultura. El primer número va aparèixer al març de 2014.
Es tracta d'una publicació que pretén desmuntar tòpics sobre què interessa o no als lectors en català i apropar el màxim nombre de gent possible a mons poc o gens explorats en la nostra llengua. Cada número conté un monogràfic i unes seccions fixes. Els principis de El funàmbul són el seu contingut.
Defuig tot el que tingui a veure amb el concepte d'actualitat, entès com a sinònim de moda. Bruno Schulz, Ramon Esquerra, Robert Walser, W. G. Sebald, Danilo Kiš, Éric Rohmer, Joan Sales, Paul Celan, Charles Baudelaire, Franz Kafka, Isaac Babel, Jorge Luis Borges i Béla Tarr sempre seran actuals perquè mai no ho han deixat de ser.
Els primers set números es van publicar en paper:
- El funàmbul 1. Primavera de 2014. Monogràfic: Bruno Schulz.
- El funàmbul 2. Estiu de 2014. Monogràfic: Per què escrivim?
- El funàmbul 3. Tardor de 2014. Monogràfic: Walter Benjamin.
- El funàmbul 4. Hivern de 2014. Monogràfic: Aproximacions a la Xoà.
- El funàmbul 5. Primavera de 2015. Monogràfic: Weltliteratur.
- El funàmbul 6. Estiu de 2015. Monogràfic: W. G. Sebald.
- El funàmbul 7. Tardor de 2015. Monogràfic: Viatges.